# Teucrium quadrifarium
Teucrium quadrifarium là một loài thực vật có hoa trong họ Hoa môi. Loài này được Buch.-Ham. miêu tả khoa học đầu tiên năm 1825.